# Mgławica Grota
Mgławica Grota (znana też jako Sharpless 155) – obszar H II (również mgławica emisyjna) znajdujący się w konstelacji Cefeusza. Została skatalogowana przez Stewarta Sharplessa w jego katalogu pod numerem 155. Mgławica ta posiada jasną obwódkę, od której pochodzi jej nazwa. Znajduje się w odległości około 2400 lat świetlnych od Ziemi.

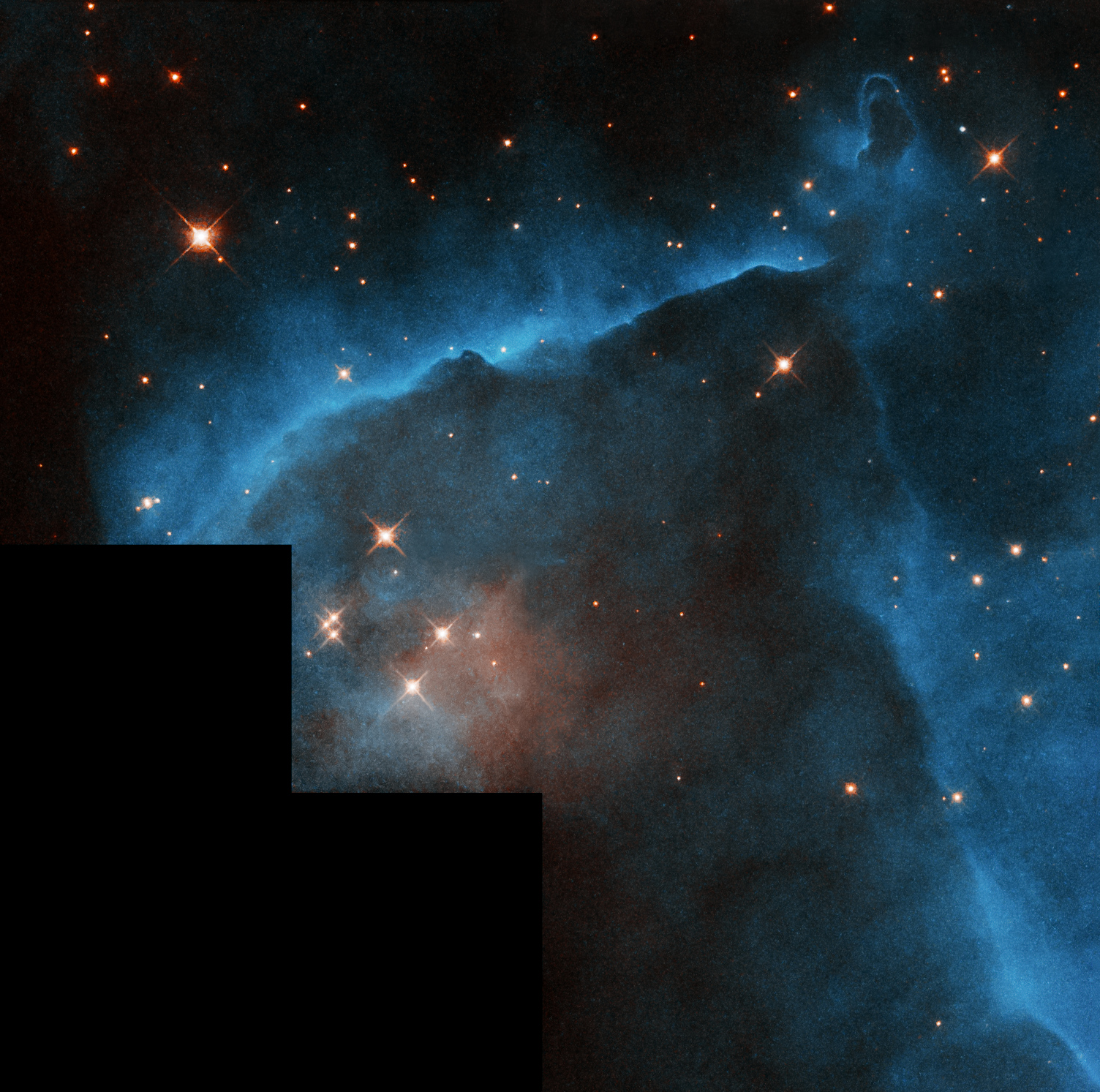
Zbliżenie z Kosmicznego Teleskopu Hubble’a

Mgławica Grota jest miejscem formowania się nowych gwiazd o małej masie. Gwiazdy powstające w tej mgławicy należą do asocjacji gwiezdnej Cefeusz OB3. Jest to jedna z najbliższych asocjacji OB. Gwiazdy mgławicy są bardzo młode, gdyż większość z nich ma nie więcej niż 100 000 lat. W mgławicy można też znaleźć małe gniazdo nowo narodzonych gwiazd, które nie należą jeszcze do ciągu głównego i których światło emituje z pełnej pyłu Mgławicy Grota.